# Igor Andreev
Igor Andreev (n. 14 iulie 1983, Moscova, RSFS Rusă, URSS) este un jucător profesionist rus de tenis de câmp, născut la Moscova. A câștigat 3 de titluri la simplu și unul la dublu.